# Eadweard Muybridge

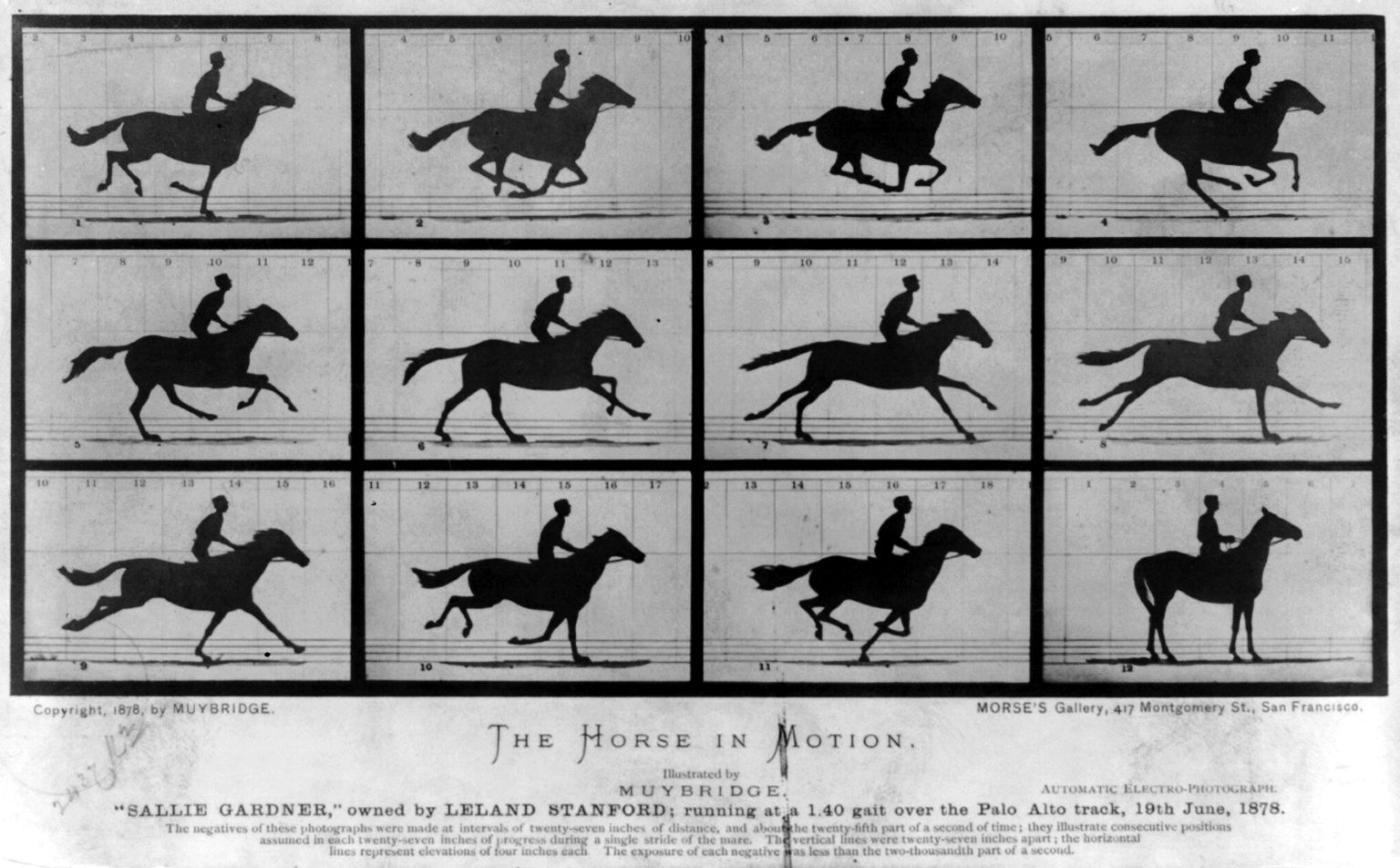
Muybridgův kůň v pohybu, cyklus Animal Locomotion 1878

Série Muybridgových pohybových vysokorychlostních fotografií, cyklus Animal Locomotion, 1887

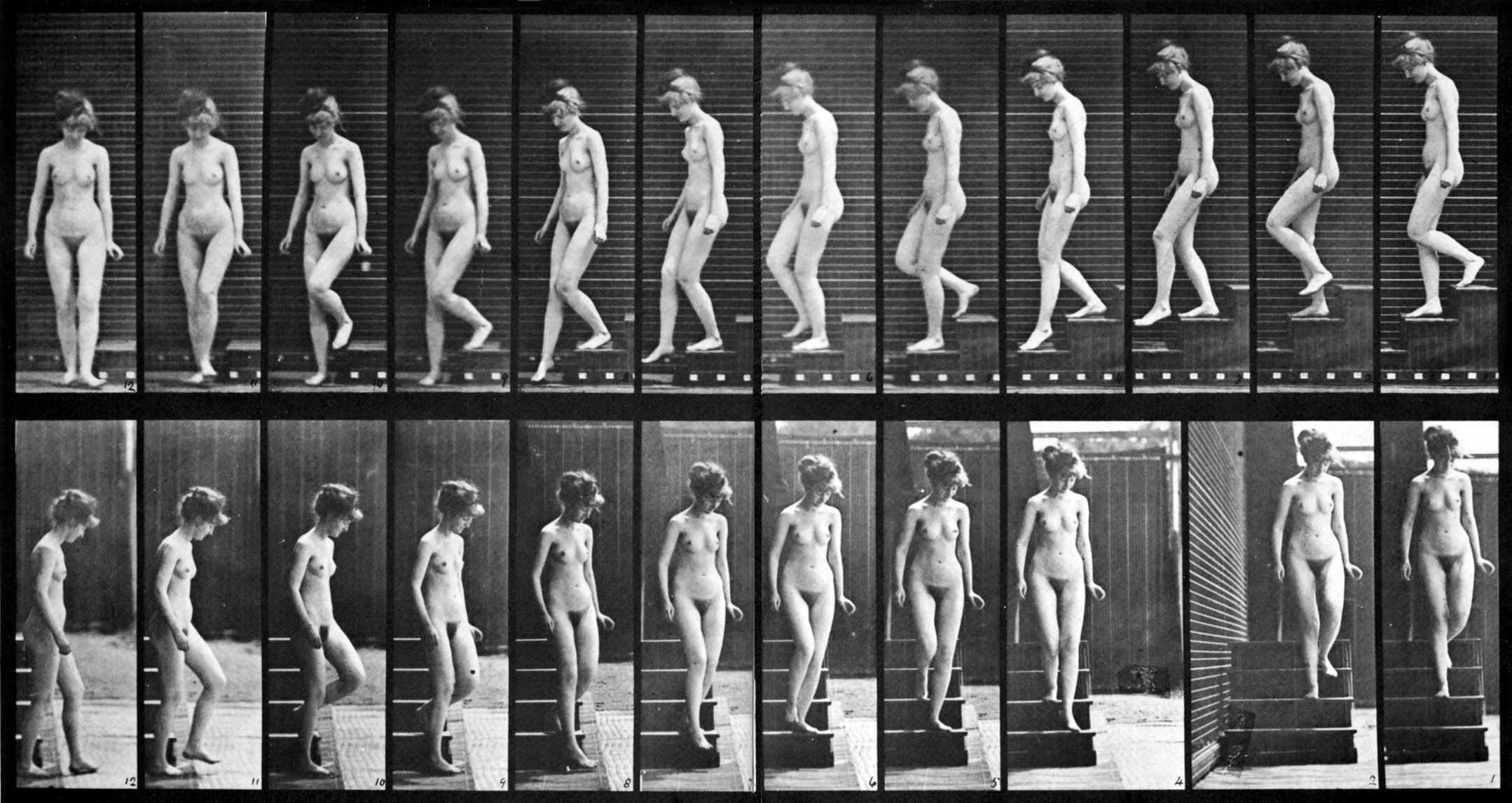
Žena sestupující se schodů z The Human Figure in Motion, okolo 1887. Chronofotografie inspirovala Marcela Duchampa k obrazu Akt sestupující se schodů.

Eadweard Muybridge (9. dubna 1830 Kingston upon Thames – 8. května 1904 Kingston) byl anglo-americký fotograf a vynálezce. Zabýval se fotografií krajiny, ale proslavil se svými studiemi pohybu, používáním několika fotoaparátů zároveň a také vynálezem zoopraxiskopu a kinematoskopu, což byla zařízení na promítání pohyblivých obrázků, o mnoho let dříve, než přišel na trh celuloidový kinofilm. Považuje se za zakladatele chronofotografie.
Roku 1874 zastřelil milence své ženy, v soudním procesu byl však zproštěn viny s tím, že šlo o důvodné zabití.

## Životopis
Edward James Muggeridges se narodil 9. dubna 1830 v Kingston upon Thames v Londýně v rodině Johna a Susanny Muggeridge, měl tři bratry. Jeho otec John Muggeridge byl obchodníkem s obilím a uhlím. Poté, co John zemřel v roce 1843 pokračovala v podnikání jeho matka.
V roce 1855 Muybridge dorazil do San Franciska, kde začal svou kariéru jako obchodní agent nakladatele a knihkupec. San Francisco opustil na konci tohoto desetiletí a po nehodě dostavníku, při které utrpěl těžké zranění hlavy se na několik let vrátil do Anglie. V San Franciscu se objevil v roce 1866 jako fotograf se jménem Muybridge a rychle se stal ve své profesi úspěšný. Zaměřoval se hlavně na krajinu a architekturu, inzeroval také výrobu fotografických vizitek a portréty.
Jeho fotografie v té době prodávali různí podnikatelé na Montgomery Street – hlavní obchodní ulici v San Franciscu – nejvíce firma Bradley & Rulofson.
Roku 1874 zastřelil Eadweard Muybridge majora Harryho Larkynse, milence své ženy se slovy: Dobré odpoledne, majore, mé jméno je Muybridge a zde je odpověď na Váš dopis mé ženě. U soudu byl zproštěn viny s odůvodněním justifiable homicide – důvodné zabití. Každopádně jej tato příhoda velmi poznamenala a ze srdečného a mírného muže se stal muž nestálý a nevyzpytatelný.

## Studie pohybu
O pohyb se začal zajímat v roce 1873, kdy se Leland Stanford, železniční magnát a chovatel koní, vsadil o 25 000 USD, že v určitém stadiu koňského klusu se ani jedna ze čtyř nohou nedotýká země. Muybridge se rozhodl dokázat, že Stanford má pravdu a s jeho finanční podporou vytvořil sérii snímků na mokrých kolódiových deskách, které tento výrok potvrdily.
V dřevěné budově postavil 24 fotografických přístrojů, na jeden okraj závodiště zavěsil bílý horizont a na druhý umístil v pravidelných intervalech řadu fotoaparátů. Přes dráhu položil provázky, které v okamžiku, kdy je běžící kůň přetrhl, postupně uvolnily pružinové závěrky fotoaparátů. Práce na důkazu mu trvala šest let (1873–1878), vytvořil řadu fotografických přístrojů a nafotografoval přes 20 000 snímků. Již tenkrát Muybridge použil expoziční doby až 1/6000 sekundy. Většinu snímků exponoval 1/1000 sekundy, na tu dobu také velmi krátkým expozičním časem. Ve vydání z května 1882 byl v časopisu Nature zveřejněn Muybridgeův článek, ve kterém napsal, že „v blízké budoucnosti, budou výsledky důležitých závodů záviset na fotografii, která bude určovat vítěze“. Nedlouho poté 25. června 1890 byla při koňských dostizích v New Jersey pořízena nejstarší známá cílová fotografie.
Spolupracoval také s lékaři a fyziology a svými studiemi ženského a mužského těla se řadí mezi průkopníky fotografie aktu.
Jeho fotografie jsou také součástí sbírky Fotografis, která byla představena na začátku roku 2009 v Praze.

## Vynálezy

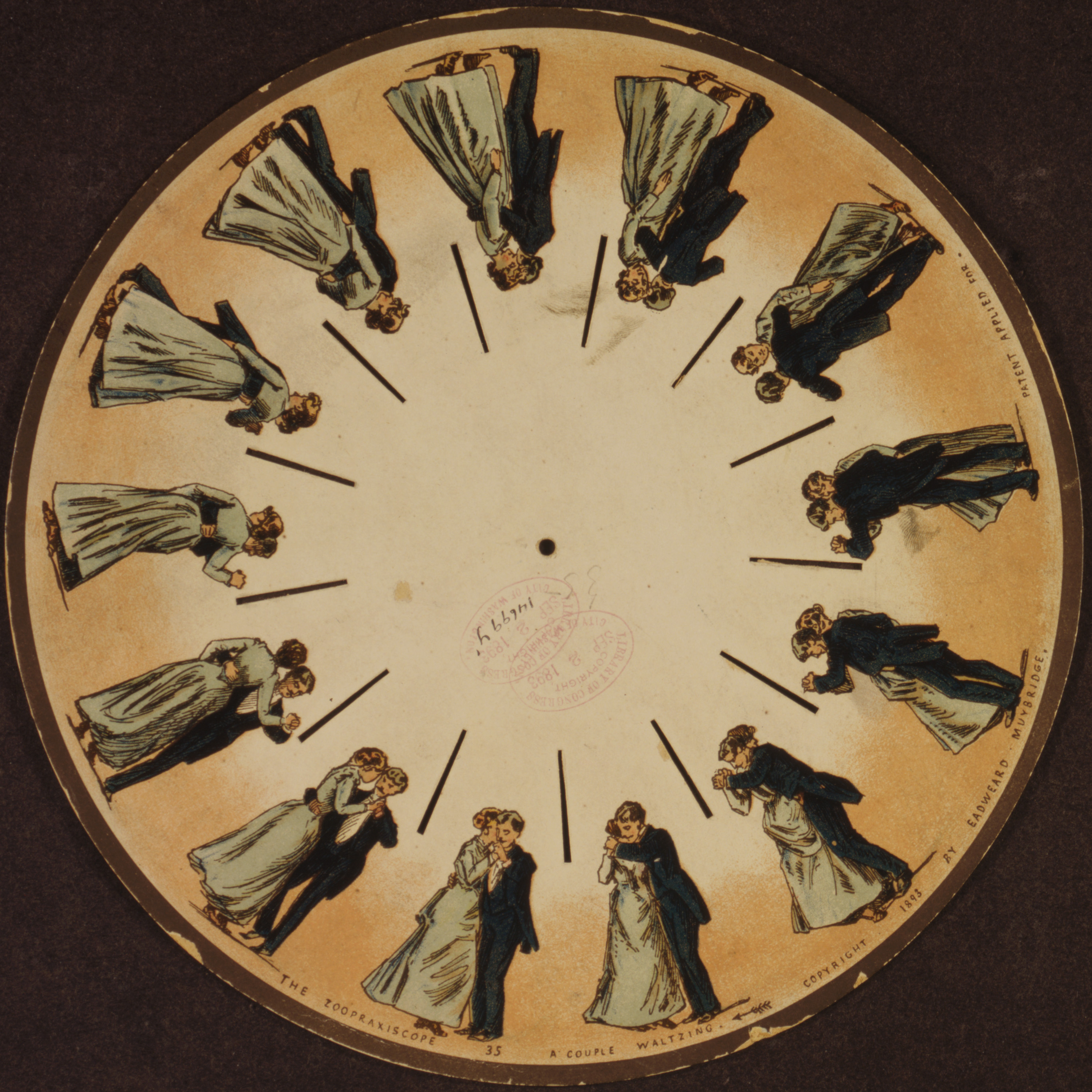
Muybridgeův kotouček (1893)

Tančící pár během promítání v zoopraxiskopu

V roce 1869 vynalezl Muybridge jednu z prvních fotografických závěrek. V roce 1877 nafotografoval své rozsáhlé experimenty a zdokonalil svou techniku. Fotografoval až třiceti kamerami. Jako výsledek své práce ve Filadelfii roku 1887 zveřejnil 781 světlotisků pod názvem Animal Locomotion a The Human Figure in Motion. Tyto sekvence fotografií pořízených ve zlomcích sekundy od sebe zachycují obrazy různých zvířat a lidí při různých akcích.
V roce 1883 vynalezl kameru, která umožňovala zachytit celou sérii expozic na jednu desku, čímž získal pohybový diagram. Později zkonstruoval kameru, která při každém osvitu udělala samostatný snímek jedné pohybové fáze. Vznikl tak zoopraxiskop, což je promítačka, která umožňovala prohlížet fotografie nalepené na kotoučku, při točení klikou se kotouček otáčel a přes objektiv se na plátno promítal pohyblivý obraz.

## Inspirace

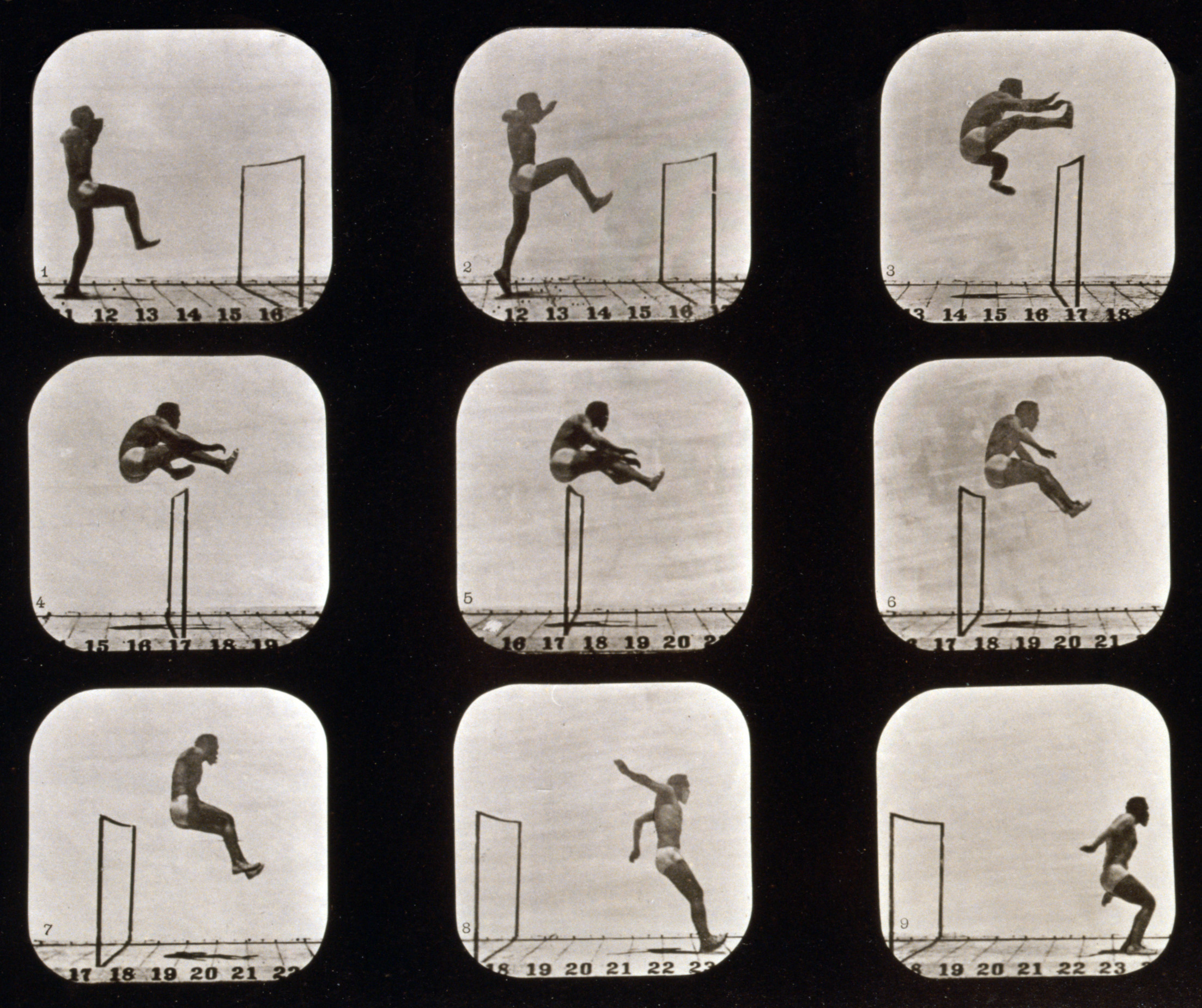
Pohyby postav ve videohře Barbarian II byly okopírovány z díla Eadwearda Muybridge, podobně jako tato sekvence muže skákajícího přes překážky

Okolo roku 1887 pořídil sérii snímků s názvem Žena sestupující se schodů v rámci cyklu The Human Figure in Motion, na které byla nahá žena kráčející po schodech. Tato série v roce 1912 inspirovala umělce Marcela Duchampa k namalování obrazu s názvem Akt sestupující se schodů (Nu descendant un escalier no. 2). Obraz se stal stěžejním dílem moderní klasiky a jedním z nejznámějších uměleckých děl 20. století. Avšak ve své době, při výstavě na pařížském Salonu Indépendants bylo toto dílo kubisty odmítnuto a během výstavy Armory Show v New Yorku v roce 1913 bylo v tisku prohlášeno za skandál a zahrnuto odmítavými stanovisky. Nyní je obraz umístěn ve sbírce Louise and Walter Arensberg Collection ve Philadelphia Museum of Art, Philadelphia.
Programátor videohry Barbarian II: The Dungeon of Drax z roku 1988 Steve Brown využil k animaci postav chronofotografie pohybu člověka z díla Eadwearda Muybridge Human in Motion, která byla vydána roku 1901. Výsledné animace byly několika recenzenty hodnoceny jako velmi realistické a detailní.
V českém prostředí uvedla Laterna magika v roce 2014 hru Human Locomotion, která vypráví právě život E. Muybridge a využívá jeho záběry přímo na scéně.

## Zastoupení ve sbírkách
- Victoria and Albert Museum v Londýně

## Citáty
| „                    | „Udělám si jméno. Když ne, nikdo víc o mně už nikdy neuslyší.“ | “ |
| — Eadweard Muybridge |                                                                |   |

| „                     | Umělec je ten, kdo je pravdomluvný, a fotografie tou, která lže, protože čas ve skutečnosti nejde zastavit. | “ |
| — Auguste Rodin, 1911 | |   |

## Další chronofotografové
- Étienne-Jules Marey (1860–1904) – francouzský lékař, fyziolog a fotograf série Muž, který sesedá z kola (1890–1895) – vynálezce chronofotografické pušky.
- August (1862–1954) a Luis (1864–1948) Lumièrové vyvinuli roku 1895 kinematograf (z řečtiny pohyblivý zapisovač).
- Harold Eugene Edgerton (1903–1990) – významný americký inženýr, vynálezce stroboskopu a pionýr vysokorychlostní chronofotografie.
- Ottomar Anschütz (1846–1907) – německý vynálezce a chronofotograf.
- Ernst Kohlrausch (1850–1923) – německý sportovní výzkumník a pionýr filmu.
- Thomas Eakins (1844–1916) – americký malíř, fotograf a sochař.
- Anton Giulio Bragaglia – pionýr italské futuristické fotografie.
- Jean-Martin Charcot (1825–1893) – Pařížský neurolog.
- Albert Londe (1858–1917) – francouzský lékařský chronofotograf.
- Georges Demenÿ (1850–1917) – francouzský vynálezce, chronofotograf, filmař a gymnasta.

## Galerie

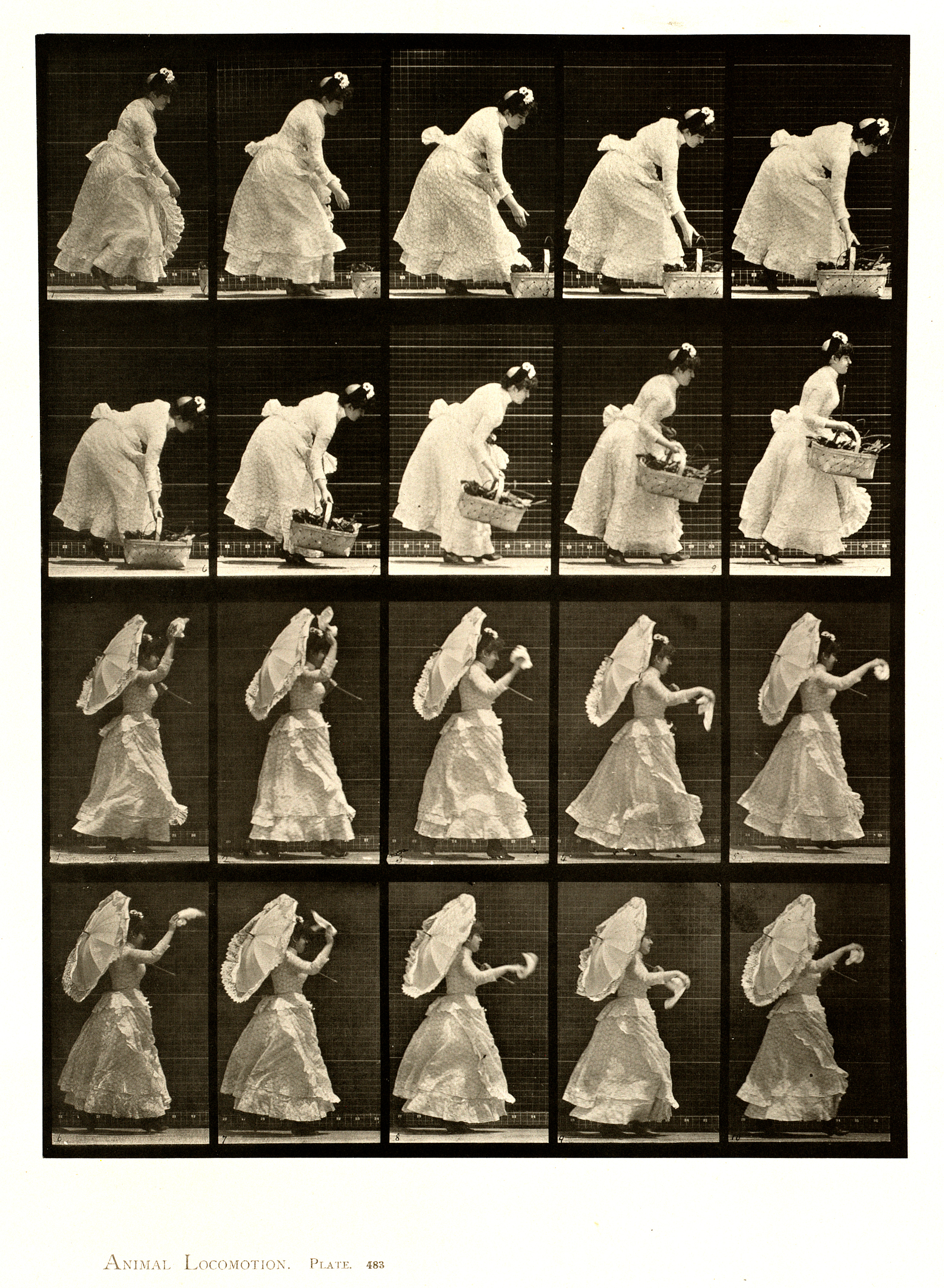
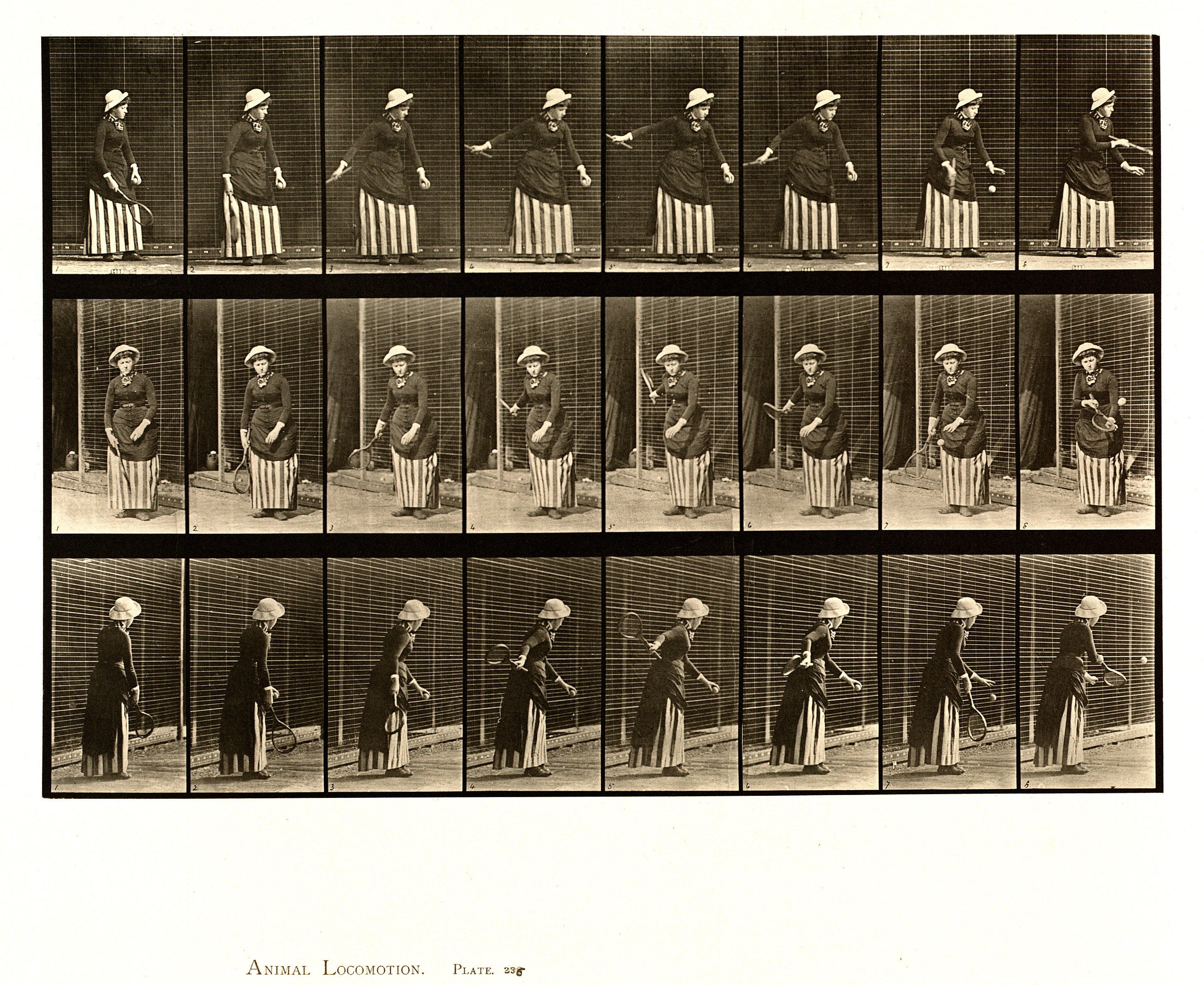
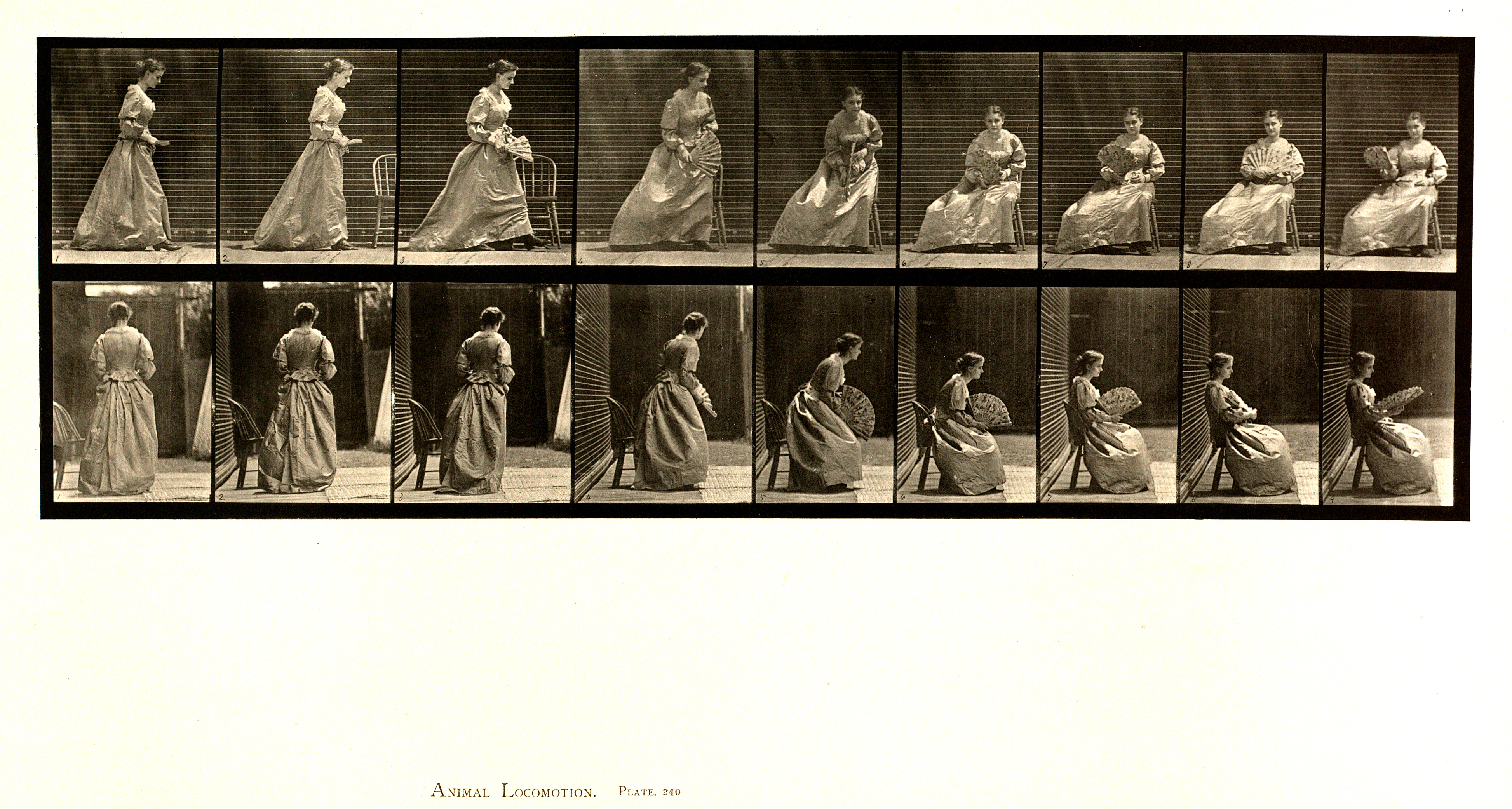
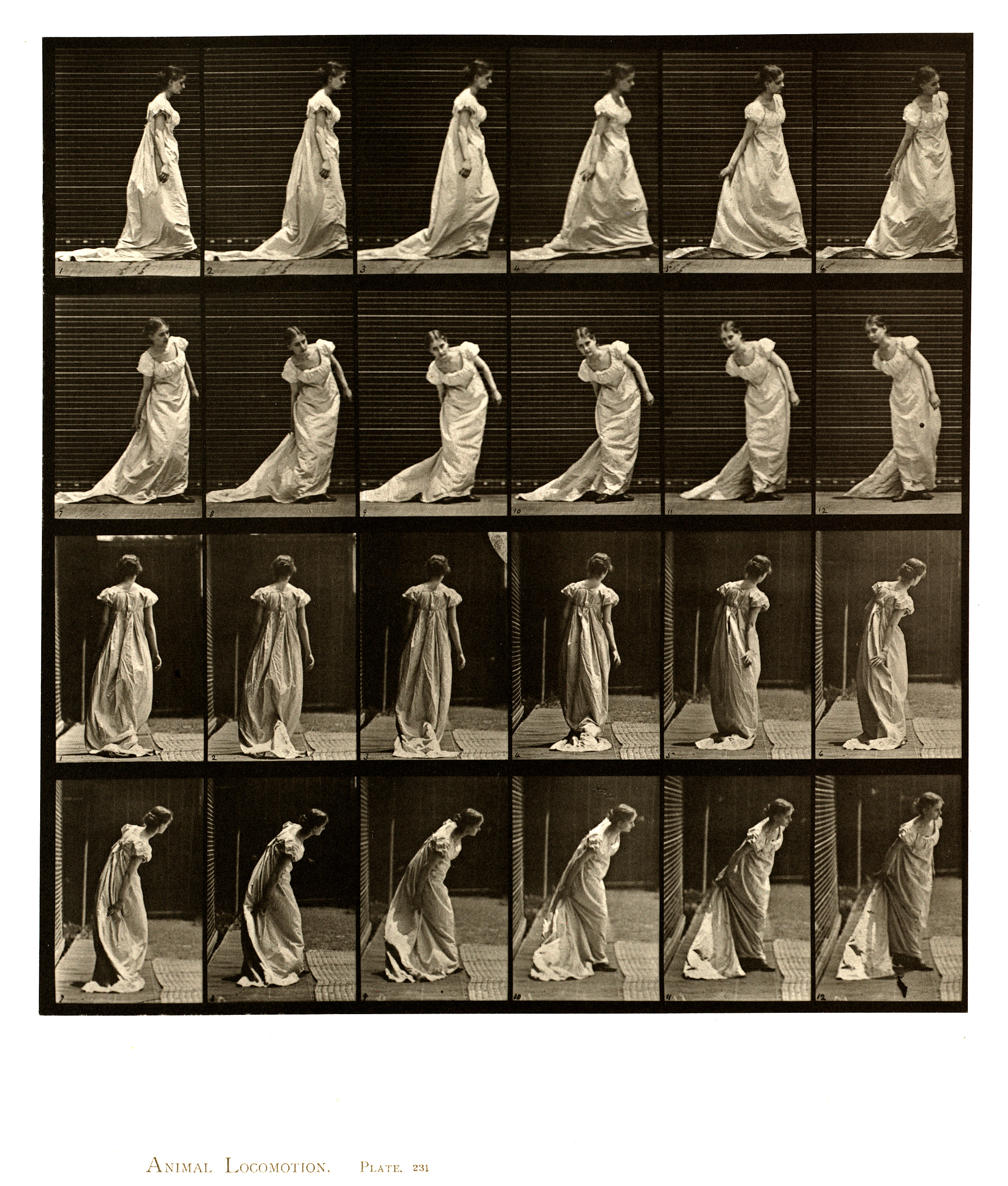
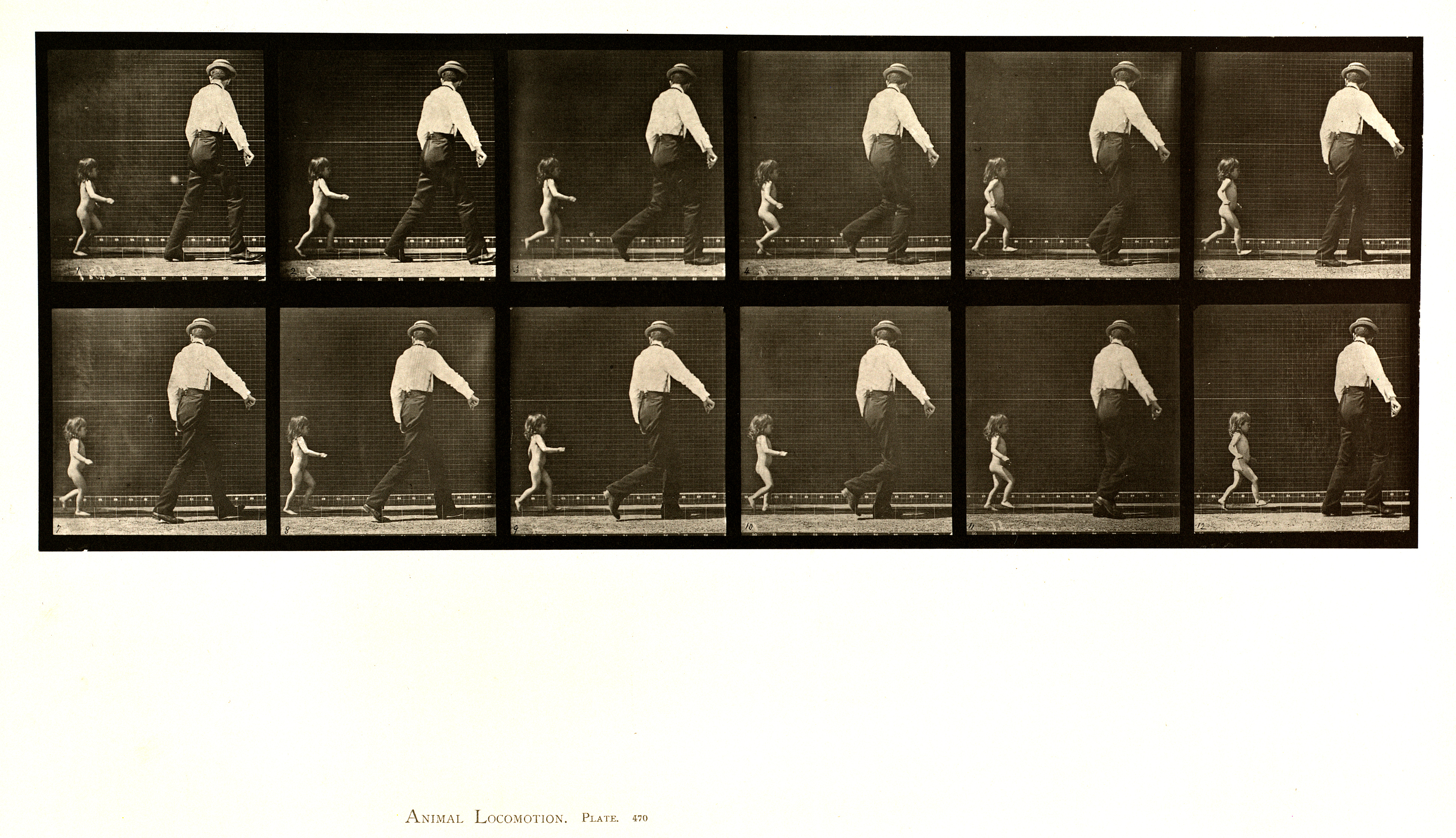

Animal Locomotion, Vol. VII.Males and Females (draped) and Miscellaneous Subjects., 1887, kalotypie